# 索爾韋灣

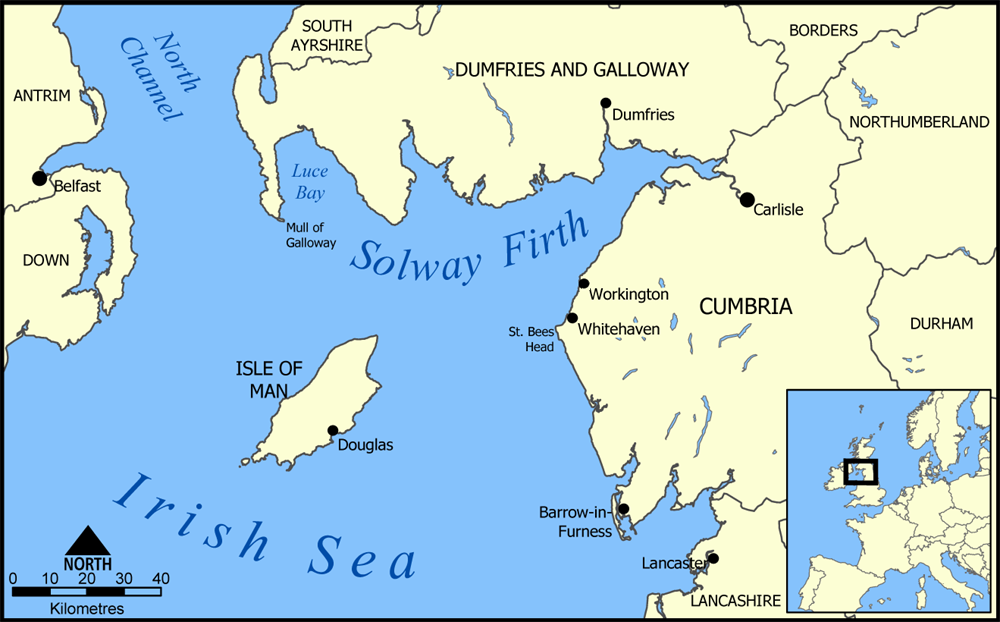
索爾韋灣地圖

索爾韋灣（英語：Solway Firth）是位於英格蘭和蘇格蘭之間的一個海灣，屬於愛爾蘭海的一部分。這一地區的海岸線以低山丘陵和小山為主。雖然旅遊業正在發展，但農業和漁業仍然是索爾韋灣沿岸地區的主要產業。1964年，索爾韋灣沿岸地區被指定為傑出自然風景區。

## 外部連結
- Solway Shore Stories